# Foot Loose & Fancy Free
Foot Loose & Fancy Free è l'ottavo album di Rod Stewart, pubblicato nel 1977 dalla Riva.

## Tracce
1. Hot Legs (Rod Stewart) – 5:14
2. You're Insane (Stewart, Phil Chen) – 4:48
3. You're in My Heart (The Final Acclaim) (R.Stewart) – 4:30
4. Born Loose (R.Stewart, Jim Cregan, Gary Grainger) – 6:02
5. You Keep Me Hangin' On (Brian Holland, Lamont Dozier, Eddie Holland) – 7:28
6. (If Loving You Is Wrong) I Don't Want to Be Right (Homer Banks, Carl Hampton, Raymond Jackson) – 5:23
7. You Got a Nerve (R.Stewart, G.Grainger) – 4:59
8. I Was Only Joking (R.Stewart, G.Grainger) – 6:07

## Musicisti
- Jim Cregan - chitarra
- Gary Grainger - chitarra
- Steve Cropper - chitarra
- Billy Peek - chitarra
- Fred Tackett - chitarra
- John Jarvis - tastiere
- David Foster - tastiere
- Nicky Hopkins - tastiere
- Phil Chen - basso
- Carmine Appice - batteria
- Paulinho Da Costa - percussioni
- Tom Vig - percussioni
- Phil Kenzie - fiati
- Richard Greene - violino

## Classifiche

### Classifiche settimanali
| Classifica (1977/78) | Posizione massima |
| -------------------- | ----------------- |
| Australia            | 1                 |
| Canada               | 1                 |
| Francia              | 21                |
| Germania             | 34                |
| Norvegia             | 6                 |
| Nuova Zelanda        | 1                 |
| Paesi Bassi          | 1                 |
| Regno Unito          | 3                 |
| Stati Uniti          | 2                 |
| Svezia               | 6                 |

### Classifiche di fine anno
| Classifica (1977) | Posizione |
| ----------------- | --------- |
| Australia         | 10        |
| Nuova Zelanda     | 10        |
| Paesi Bassi       | 34        |
| Regno Unito       | 31        |
| Classifica (1978) | Posizione |
| Australia         | 16        |
| Canada            | 13        |
| Nuova Zelanda     | 16        |
| Paesi Bassi       | 33        |
| Regno Unito       | 32        |
| Stati Uniti       | 14        |